# Béatrice de Sabran
Béatrice ou Béatrix de Sabran (1182-après 1215), dite aussi Béatrix de Sabran de Castellard, Béatrice de Claustral, Marie Béatrice du Caylar ou Marie Béatrice de Sabran, comtesse d'Embrun et Gap, dotée des comtés de Gap et d'Embrun, est la petite-fille du comte Guillaume II de Forcalquier et la sœur cadette de Garsende de Sabran (vers 1180 - après 1215), comtesse de Provence et héritière des comtes de Forcalquier.
Elle est la fille de Rainier 1er de Sabran, seigneur du Caylar et d'Ansouis, co-seigneur d'Uzès, et de Garsende, comtesse de Forcalquier, dame de la Tour d'Aigues et d'Ansouis.
Elle épouse en premières noces, en 1202 ou 1203, André Dauphin de Bourgogne (1184-1237), comte d'Albon et de Viennois de 1228 à 1237, connu – à tort – sous le nom de Guigues VI. Ce couple a une fille : Béatrice de Viennois (1205-vers 1248), d'abord fiancée (1207) au fils d'Hervé IV de Donzy, comte de Nevers, puis mariée (en 1214) à Amaury VI (mort en 1241), comte de Montfort, vicomte de Carcassonne et de Béziers. Le mariage de Béatrice de Sabran et André Dauphin est dissous en 1210, mais Béatrice laisse ses droits sur ses comtés d'Embrun et Gap au Dauphin.